# Фалес Йосип Георгійович

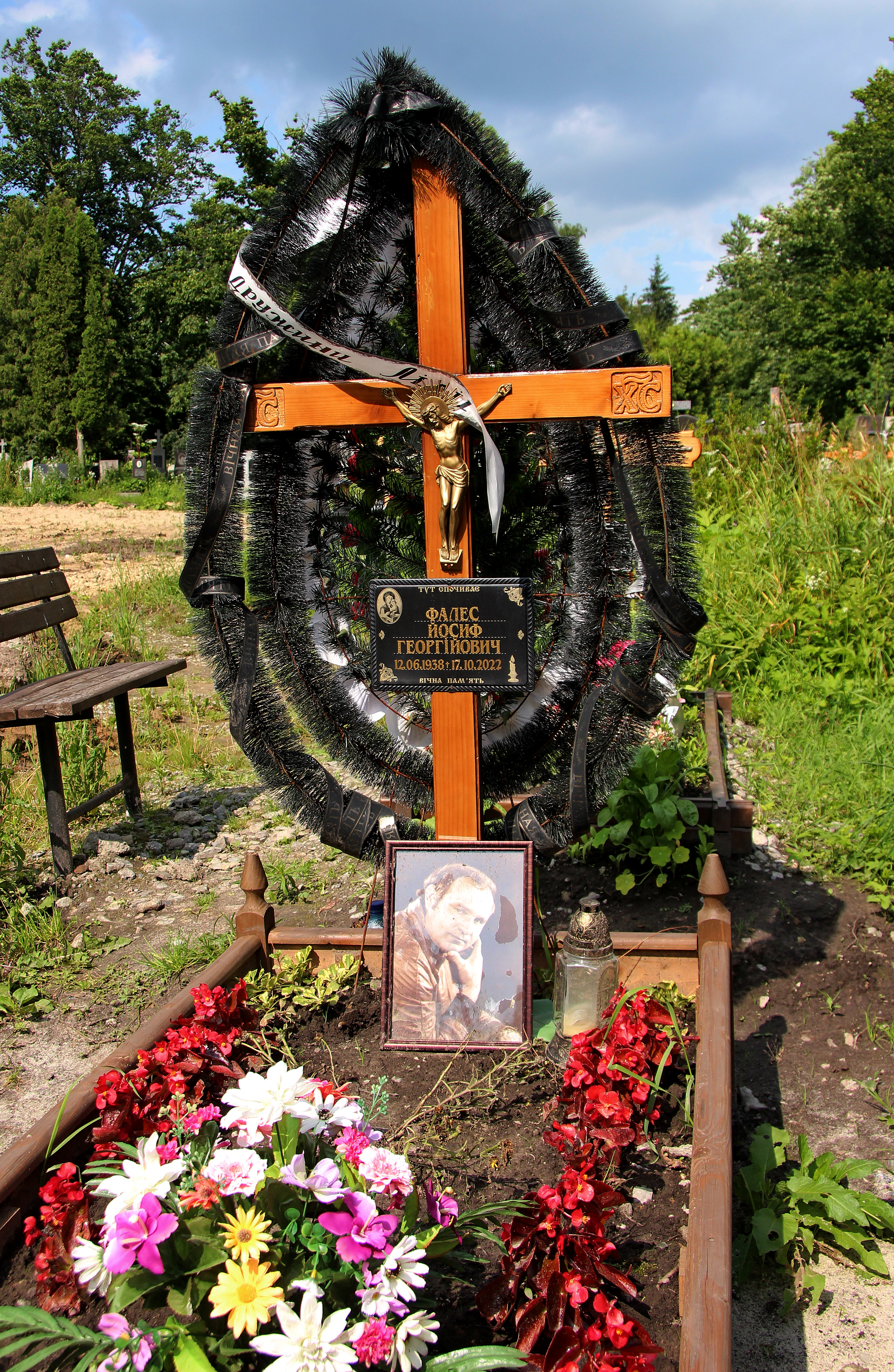

Йосип (Йозеф) Георгійович Фалес (12 червня 1938, Свалява, Закарпаття — 17 жовтня 2022, Львів) — радянський футболіст, український науковець. Захисник, виступав, зокрема за «Трудові резерви» (Львів), «Трудові резерви» (Ленінград) і «Карпати» (Львів). Кандидат педагогічних наук. Доцент, завідувач кафедри футболу Львівського державного університету фізичної культури.

## Життєпис
Починав кар'єру в команді «Авангард» Свалява (1953—1956), потім виступав за львівські та ленінградські «Трудові резерви». Протягом 1961—1962 років грав у складі «Сільмаша» (Львів), з яким виграв чемпіонат області та перехідні ігри за право виступати у класі «Б». Однак напередодні чемпіонату 1963 на місце «Сільмаша» було сформовано команду «Карпати» (Львів) і Йосип Фалес протягом 1963—1965 років виступав за «зелено-білих». Закінчував кар'єру в «Нафтовик» (Дрогобич), де в 1966—1967 роках був тренером-гравцем.
Працював тренером-консультантом центральної групи військ у Чехословаччині (1969—1973) та Алжирі (1981—1986), головним тренером першолігового СКА «Карпати» (Львів) 1987 року. Входив до складу наукових груп різних збірних СРСР, був спостерігачем на чемпіонатах світу.
Завідувач кафедри футболу Львівського державного університету фізичної культури. Мав понад 100 наукових праць.
Помер у Львові, похований на 5 полі Сихівського цвинтаря.